# Chiesa di Santa Maria de Alimundo
La chiesa di Santa Maria de Alimundo è un'antica chiesa di Salerno, situata nel quartiere del Planum Montis, lungo la salita Intendenza Vecchia, tra via Torquato Tasso e Largo Montone.

## La storia
Le prime notizie relative al momento della fondazione di questa chiesa ci provengono da un diploma del 992 relativo alla donazione dei fratelli Guaimario, Maione, Adelmo, Madelmo. Il nome "de alimundo" deriva quasi sicuramente dalla corruzione del volgare "a lu monte", ossia "al monte", giacché è ubicata in una zona molto erta, in cima ad una scalinata.
Nel 954, anno della traslazione delle spoglie di San Matteo, è presente nel Sinodo Colonna tra le chiese incaricate di recare in processione ogni 6 maggio i "columbri" nel Duomo. 
Nel 1314, la chiesa è annoverata tra quelle di cui l'arcivescovo Onofrio denunciò l'occupazione da parte di abusivi durante il periodo di sede vacante seguito alla morte del suo predecessore, occupazione tenacemente difesa con millantati titoli di proprietà. Divenuta sempre più pericolante, crollò e venne ricostruita nelle forme attuali dall'arcivescovo di Capua, nel 1731. .
Nel 1812 venne soppressa come parrocchia e quindi adibita a sezione delle scuole elementari; venne poi destinata ad altri usi da carattere pubblico e privato. Nella prima metà del XIX secolo subì un intervento di restauro per volontà dell'arcivescovo Fortunato Pinto, per poi venire  completamente abbandonata all'inizio del Novecento. Venne quindi riadattata dapprima a civile abitazione, poi a scuola ed infine a deposito di "roba vecchia". Tutti gli arredi sacri andarono trafugati o dispersi. 
La chiesa è da ricordare, giacché, secondo lo storico salernitano Matteo Fiore, in essa sarebbe stato sepolto Masuccio Salernitano, scrittore quattrocentesco autore del Novellino. La tomba sarebbe posta al centro del pavimento in un loculo chiuso da mattoni e privo di iscrizioni: indagini atte a verificare tale ipotesi non sono mai stati effettuate.
Attualmente la chiesa si presenta in stato di grave abbandono, con il tetto in parte semi diroccato.

## Architettura
Sicuramente la chiesa doveva essere in stile romanico, non si sa se già a navata unica com'è adesso. Tra il XII e il XVIII secolo fu soggetta, come quasi tutti i monumenti religiosi della città, a svariate modifiche; l'ultimo accurato restauro dell'interno le fece assumere un aspetto barocco. La facciata, ostruita da costruzioni del XVI secolo, presenta un portale contornato da un motivo decorativo a bastoni e rosette; incornicia la porta in legno su cui si scorgono le tracce evidenti di un trittico. Sulla destra vi è una nicchia ad arco acuto con cornice in stucco ed in alto una fascia di archi intrecciati, su cui si scorgono tracce di intonaco rosso e azzurro. Finestre ed occhioni sono le uniche aperture della facciata e delle pareti laterali. Il prospetto nord è sovrastato da un piccolo campanile a volute.